# Gradi militari e mostrine della Forza di autodifesa giapponese
Dopo la fine della seconda guerra mondiale in Asia, a seguito della resa del Giappone, l'esercito imperiale giapponese e la marina imperiale giapponese furono dissolte dal comandante supremo per le potenze alleate durante l'occupazione del Giappone. I simboli sottostanti rappresentano le truppe delle Forze di Autodifesa del Giappone: la Forza d'autodifesa terrestre del Giappone, la Forza d'autodifesa aerea del Giappone e la Forza d'autodifesa marittima del Giappone che dal 1954 hanno sostituito l'esercito imperiale. Le truppe militari e navali giapponesi del 1938-1945 furono eliminate dopo la seconda guerra mondiale. La forza di autodifesa si distacca dalla tradizione Sino-centrica di ranghi non ramificati, ogni grado JSDF rispetto a ciascun servizio porta un titolo giapponese distinto, sebbene titoli equivalenti in rami diversi siano ancora simili, differendo solo nell'uso dei morfemi riku (terreno) per i ranghi dell'esercito, kai (marittimo) per i ranghi navali e kū (aria) per i ranghi dell'aviazione.
Le stelle a cinque punte sulle insegne rappresentano i fiori di ciliegio. Poiché i soldati giapponesi giurano di morire per proteggere la vita e la ricchezza dei cittadini giapponesi, sono stati paragonati ai delicati fiori di ciliegio che si rompono facilmente.

## Osservazioni
- Un'inaugurazione del capo di stato maggiore della difesa indossa l'emblema del capo di stato maggiore della difesa sul petto a sinistra.
- La classificazione del grado degli ufficiali generali e degli ufficiali ammiragli elencati è limitata al Giappone. Per l'ufficiali generali e ufficiali ammiragli di Forza di autodifesa giapponese, esiste una classificazione di livello che corrisponde alle forze armate anticipate come le forze armate degli Stati Uniti, che è determinata dalla posta.
- Il codice NATO pubblicato è livello di riferimento.  Non esiste una disposizione legale del codice NATO nella Forza di autodifesa giapponese.

## Indossare la mostrina
|           | Ufficiali      | sottoufficiali | Truppa           |
| --------- | -------------- | -------------- | ---------------- |
| Tipo A    | Spallina       | Colletto       | Braccio sinistro |
| Tipo B    | Spallina       | Spallina       | Spallina         |
| Miniatura | Colletto/petto | Colletto/petto | Braccio destro   |

|           | Ufficiali                       | sottoufficiali                  | Truppa           |
| --------- | ------------------------------- | ------------------------------- | ---------------- |
| Tipo A    | Manica                          | Braccio sinistro                | Braccio sinistro |
| Tipo B    | Spallina                        | Spallina                        | Spallina         |
| Tipo C    | Spallina                        | Braccio sinistro                | Braccio sinistro |
| Miniatura | Colletto/petto/braccio sinistro | Colletto/petto/braccio sinistro | Braccio destro   |

## Uffici governativi
| Ufficio                                                                                | Bandiera      | Bandiera navale |
| -------------------------------------------------------------------------------------- | ------------- | --------------- |
| primo ministro                                                                         |               |                 |
| Ministro della difesa                                                                  |               |                 |
| Vice ministro della difesa                                                             |               |                 |
| capo di stato maggiore della difesa                                                    |               |                 |
| Comandante del Comando delle operazioni congiunte delle Forza di autodifesa giapponese | senza cornice | senza cornice   |
| Comamdante dell'unità congiunta                                                        | senza cornice | senza cornice   |

## Forza d'autodifesa terrestre (Rikujō Jieitai)
| Codice NATO | Codice NATO | Grado | Traduzione in italiano                                                                  | Tipo A       | Tipo B | Miniatura      | Livello ordinario di comando         | Bandiera         |
| ----------- | ----------- | --- | --------------------------------------------------------------------------------------- | ------------ | ------ | -------------- | ------------------------------------ | ---------------- |
| OF-9        | OF-9        | 陸上幕僚長たる陸将 (Rikujōbakuryōchō-taru-Rikushō ?, (generale di terra servizio come capo di stato maggiore dell'esercito)) | generale di corpo d'armata o generale di divisione servizio come capo di stato maggiore |              |        |                | capo di stato maggiore dell'esercito |                  |
| OF-8        | (OF-8)      | 陸将 (Rikushō?, (generale di terra))                                                                                         | generale di divisione                                                                   |              |        |                | comando maggiore                     |                  |
| OF-8        | (OF-8)      | 陸将 (Rikushō?, (generale di terra))                                                                                         | generale di divisione                                                                   | armata       |        |                |                                      |                  |
| OF-8        | (OF-7)      | 陸将 (Rikushō?, (generale di terra))                                                                                         | generale di divisione                                                                   | divisione    |        |                |                                      |                  |
| OF-7        | (OF-6)      | 陸将補 (Rikushō-ho?, (generale di terra inferiore))                                                                          | generale di brigata                                                                     |              |        |                | brigata                              | Categoria1       |
| OF-7        | (OF-6)      | 陸将補 (Rikushō-ho?, (generale di terra inferiore))                                                                          | generale di brigata                                                                     | (Categoria2) |        |                | brigata                              |                  |
| OF-5        | OF-5        | 1等陸佐 (Ittō-rikusa?, (primo colonnello di terra))                                                                          | colonnello                                                                              |              |        |                | brigata                              |                  |
| OF-5        | OF-5        | 1等陸佐 (Ittō-rikusa?, (primo colonnello di terra))                                                                          | colonnello                                                                              | reggimento   |        |                |                                      |                  |
| OF-4        | OF-4        | 2等陸佐 (Nitō-rikusa?, (secondo colonnello di terra))                                                                        | tenente colonnello                                                                      |              |        |                | battaglione                          |                  |
| OF-3        | OF-3        | 3等陸佐 (Santō-rikusa?, (terzo colonnello di terra))                                                                         | maggiore                                                                                |              |        |                | compagnia                            |                  |
| OF-2        | OF-2        | 1等陸尉 (Ittō-rikusa?, (primo tenente di terra))                                                                             | capitano                                                                                |              |        |                | compagnia                            |                  |
| OF-1        | OF-1        | 2等陸尉 (Nitō-rikui?, (secondo tenente di terra))                                                                            | primo tenente                                                                           |              |        |                | plotone                              | Nessuna bandiera |
| OF-1        | OF-1        | 3等陸尉 (Santō-rikui?, (terzo tenente di terra))                                                                             | secondo tenente                                                                         |              |        |                | plotone                              | Nessuna bandiera |
| OR-9        | OR-9        | 准陸尉 (Jun-rikui?, (tenente associato di terra))                                                                            | ufficiale mandato                                                                       |              |        |                | plotone                              | Nessuna bandiera |
| OR-8        | OR-8        | 陸曹長 (Rikusō-chō?, (sergente capo di terra))                                                                               | sergente maggiore                                                                       |              |        |                | plotone                              | Nessuna bandiera |
| OR-7        | OR-7        | 1等陸曹 (Ittō-rikusō?, (primo sergente di terra))                                                                            | sergente maestro                                                                        |              |        |                | plotone                              | Nessuna bandiera |
| OR-6        | OR-6        | 2等陸曹 (Nitō-rikusō?, (secondo sergente di terra))                                                                          | sergente di prima classe                                                                |              |        |                | squadra                              | Nessuna bandiera |
| OR-5        | OR-5        | 3等陸曹 (Santō-rikusō?, (terzo sergente di terra))                                                                           | sergente                                                                                |              |        |                | squadra                              | Nessuna bandiera |
| OR-3        | OR-3        | 陸士長 (Rikusi-chō?, (soldato capo di terra))                                                                                | soldato capo                                                                            |              |        |                | Nessun comando                       | Nessuna bandiera |
| OR-2        | OR-2        | 1等陸士 (Ittō-rikusi?, (primo soldato di terra))                                                                             | soldato di prima classe                                                                 |              |        |                | Nessun comando                       | Nessuna bandiera |
| OR-1        | OR-1        | 2等陸士 (Nitō-rikusi?, (secondo soldato di terra))                                                                           | soldato                                                                                 |              |        |                | Nessun comando                       | Nessuna bandiera |
| OR-1        | OR-1        | 3等陸士 (Santō-rikusi?, (terzo soldato di terra))                                                                            | recluta                                                                                 |              |        |                | Nessun comando                       | Nessuna bandiera |
| OR-D        | OR-D        | 自衛官候補生 (Jieikan-kōhosei?, (Cadetto ufficiale di autodifesa))                                                           | allievo ufficiale                                                                       |              |        | Nessun'insegna | Nessun comando                       | Nessuna bandiera |

## Forza d'autodifesa aerea (Kōkū Jieitai)
| Codice NATO | Codice NATO | Grado | Traduzione in italiano                                                                       | Tipo A          | Tipo B | Miniatura      | Livello ordinario di comando          | Bandiera          |
| ----------- | ----------- | --- | -------------------------------------------------------------------------------------------- | --------------- | ------ | -------------- | ------------------------------------- | ----------------- |
| OF-9        | OF-9        | 航空幕僚長たる空将 (Kōkūbakuryōchō-taru-Kūshō ?, (generale dell'aria servizio come capo di stato maggiore dell'aviazione)) | generale di squadra aerea o generale di divisione aerea servizio come capo di stato maggiore |                 |        |                | capo di stato maggiore dell'aviazione |                   |
| OF-8        | (OF-8)      | 空将 (Kūshō?, (generale dell'aria))                                                                                        | generale di divisione aerea                                                                  |                 |        |                | squadra aerea                         |                   |
| OF-8        | (OF-7)      | 空将 (Kūshō?, (generale dell'aria))                                                                                        | generale di divisione aerea                                                                  | divisione aerea |        |                |                                       |                   |
| OF-7        | (OF-6)      | 空将補 (Kūshō-ho?, (generale dell'aria inferiore))                                                                         | generale di brigata aerea                                                                    |                 |        |                | brigata aerea                         |                   |
| OF-5        | OF-5        | 1等空佐 (Ittō-kūsa?, (primo colonnello dell'aria))                                                                         | colonnello                                                                                   |                 |        |                | brigata aerea                         |                   |
| OF-5        | OF-5        | 1等空佐 (Ittō-kūsa?, (primo colonnello dell'aria))                                                                         | colonnello                                                                                   | stormo          |        |                |                                       |                   |
| OF-4        | OF-4        | 2等空佐 (Nitō-kūsa?, (secondo colonnello dell'aria))                                                                       | tenente colonnello                                                                           |                 |        |                | gruppo di volo                        |                   |
| OF-3        | OF-3        | 3等空佐 (Santō-kūsa?, (terzo colonnello dell'aria))                                                                        | maggiore                                                                                     |                 |        |                | squadriglia                           |                   |
| OF-2        | OF-2        | 1等空尉 (Ittō-kūi?, (primo tenente dell'aria))                                                                             | capitano                                                                                     |                 |        |                | squadriglia                           | [ 8 ]             |
| OF-1        | OF-1        | 2等空尉 (Nitō-kūi?, (secondo tenente dell'aria))                                                                           | primo tenente                                                                                |                 |        |                | squadriglia                           | [ 8 ]             |
| OF-1        | OF-1        | 3等空尉 (Sanō-kūi?, (terzo tenente dell'aria))                                                                             | secondo tenente                                                                              |                 |        |                | squadriglia                           | [ 8 ]             |
| OR-9        | OR-9        | 准空尉 (Jun-kūi?, (tenente associato dell'aria))                                                                           | ufficiale mandato                                                                            |                 |        |                | squadriglia                           | [ 8 ]             |
| OR-8        | OR-8        | 空曹長 (Kūsō-chō?, (sergente superiore dell'aria))                                                                         | sergente maestro anziano                                                                     |                 |        |                | sezione                               | Nessunna bandiera |
| OR-7        | OR-7        | 1等空曹 (Ittō-kūsō?, (primo sergente dell'aria))                                                                           | sergente maestro                                                                             |                 |        |                | sezione                               | Nessunna bandiera |
| OR-6        | OR-6        | 2等空曹 (Nitō-kūsō?, (secondo sergente dell'aria))                                                                         | sergente tecnico                                                                             |                 |        |                | sezione                               | Nessunna bandiera |
| OR-5        | OR-5        | 3等空曹 (Santō-kūsō?, (terzo sergente dell'aria))                                                                          | sergente di squadra                                                                          |                 |        |                | sezione                               | Nessunna bandiera |
| OR-3        | OR-3        | 空士長 (Kūsi-chō?, (soldato superiore dell'aria))                                                                          | primo aviere                                                                                 |                 |        |                | Nessun comando                        | Nessunna bandiera |
| OR-2        | OR-2        | 1等空士 (Ittō-kūsi?, (primo soldato dell'aria))                                                                            | aviere scelto                                                                                |                 |        |                | Nessun comando                        | Nessunna bandiera |
| OR-1        | OR-1        | 2等空士 (Nitō-kūsi?, (secondo soldato dell'aria))                                                                          | aviere                                                                                       |                 |        |                | Nessun comando                        | Nessunna bandiera |
| OR-1        | OR-1        | 3等空士 ( (terzo soldato dell'aria)?)                                                                                      | aviere recluta                                                                               |                 |        |                | Nessun comando                        | Nessunna bandiera |
| OR-D        | OR-D        | 自衛官候補生 (Jieikan-kōhosei?, (Cadetto ufficiale di autodifesa))                                                         | allievo ufficiale                                                                            |                 |        | Nessun'insegna | Nessun comando                        | Nessunna bandiera |

## Forza d'autodifesa marittima (Kaijō Jieitai)
| Codice NATO | Codice NATO | Grado (traduzione letterale)                                                                                                  | Comparazione coi gradi italiani                                  | Tipo A               | Tipo B | Tipo C | Miniatura         | Livello ordinario di comando        | Bandiera                                     |
| ----------- | ----------- | --- | ---------------------------------------------------------------- | -------------------- | ------ | ------ | ----------------- | ----------------------------------- | -------------------------------------------- |
| OF-9        | OF-9        | 海上幕僚長たる海将 (Kaijōbakuryōchō-taru-Kaishō ?, “generale della Marina servizio come capo di stato maggiore della marina”) | ammiraglio o viceammiraglio servizio come capo di stato maggiore |                      |        |        |                   | capo di stato maggiore della marina |                                              |
| OF-8        | OF-8        | 海将 (Kaishō?, “generale della Marina”)                                                                                       | viceammiraglio                                                   |                      |        |        |                   | flotta e squadra navale             |                                              |
| OF-8        | OF-7        | 海将 (Kaishō?, “generale della Marina”)                                                                                       | viceammiraglio                                                   | divisione navale     |        |        |                   |                                     |                                              |
| OF-7        | OF-6        | 海将補 (Kaishō-ho?, “generale della Marina inferiore”)                                                                        | retroammiraglio                                                  |                      |        |        |                   | gruppo navale e flottiglia          |                                              |
| OF-5        | OF-5        | 1等海佐 (Ittō-kaisa?, “primo colonnello della Marina”)                                                                        | capitano di vascello                                             |                      |        |        |                   | gruppo navale e flottiglia          |                                              |
| OF-5        | OF-5        | 1等海佐 (Ittō-kaisa?, “primo colonnello della Marina”)                                                                        | capitano di vascello                                             | vascello             |        |        |                   |                                     |                                              |
| OF-5        | OF-5        | 1等海佐 (Ittō-kaisa?, “primo colonnello della Marina”)                                                                        | capitano di vascello                                             | squadriglia fregate  |        |        |                   |                                     |                                              |
| OF-4        | OF-4        | 2等海佐 (Nitō-kaisa?, “secondo colonnello della Marina”)                                                                      | capitano di fregata                                              |                      |        |        |                   | fregata                             |                                              |
| OF-4        | OF-4        | 2等海佐 (Nitō-kaisa?, “secondo colonnello della Marina”)                                                                      | capitano di fregata                                              | squadriglia corvette |        |        |                   |                                     |                                              |
| OF-3        | OF-3        | 3等海佐 (Santō-kaisa?, “terzo colonnello della Marina”)                                                                       | capitano di corvetta                                             |                      |        |        |                   | corvetta                            |                                              |
| OF-2        | OF-2        | 1等海尉 (Ittō-kai-i?, “primo tenente della Marina”)                                                                           | tenente di vascello                                              |                      |        |        |                   | nessun comando                      | non dispongono di alcuna bandiera di comando |
| OF-1        | OF-1        | 2等海尉 (Nitō-kai-i?, “secondo tenente della Marina”)                                                                         | sottotenente di vascello                                         |                      |        |        |                   | nessun comando                      | non dispongono di alcuna bandiera di comando |
| OF-1        | OF-1        | 3等海尉 (Santō-kai-i?, “terzo tenente della Marina”)                                                                          | guardiamarina                                                    |                      |        |        |                   | nessun comando                      | non dispongono di alcuna bandiera di comando |
| OR-9        | OR-9        | 准海尉 (Jun-kai-i?, “tenente associato della Marina”)                                                                         | ufficiale mandatario                                             |                      |        |        |                   | nessun comando                      | non dispongono di alcuna bandiera di comando |
| OR-8        | OR-8        | 海曹長 (Kaisō-chō?, “sergente maggiore della Marina”)                                                                         | capo principale                                                  |                      |        |        |                   | nessun comando                      | non dispongono di alcuna bandiera di comando |
| OR-7        | OR-7        | 1等海曹 (Ittō-kaisō?, “primo sergente della Marina”)                                                                          | primo capo                                                       |                      |        |        |                   | nessun comando                      | non dispongono di alcuna bandiera di comando |
| OR-6        | OR-6        | 2等海曹 (Nitō-kaisō?, “secondo sergente della Marina”)                                                                        | secondo capo                                                     |                      |        |        |                   | nessun comando                      | non dispongono di alcuna bandiera di comando |
| OR-5        | OR-5        | 3等海曹 (Santō-kaisō?, “terzo sergente della Marina”)                                                                         | terzo capo                                                       |                      |        |        |                   | nessun comando                      | non dispongono di alcuna bandiera di comando |
| OR-3        | OR-3        | 海士長 (Kaisi-chō?, “soldato superiore della Marina”)                                                                         | marinaio superiore                                               |                      |        |        |                   | nessun comando                      | non dispongono di alcuna bandiera di comando |
| OR-2        | OR-2        | 1等海士 (Ittō-kaisi?, “primo soldato della Marina”)                                                                           | primo marinaio                                                   |                      |        |        |                   | nessun comando                      | non dispongono di alcuna bandiera di comando |
| OR-1        | OR-1        | 2等海士 (Nitō-kaisi?, “secondo soldato della Marina”)                                                                         | secondo marinaio                                                 |                      |        |        |                   | nessun comando                      | non dispongono di alcuna bandiera di comando |
| OR-1        | OR-1        | 3等海士 (Santō-kaisi?, “terzo soldato della Marina”)                                                                          | terzo marinaio                                                   |                      |        |        |                   | nessun comando                      | non dispongono di alcuna bandiera di comando |
| OR-D        | OR-D        | 自衛官候補生 (Jieikan-kōhosei?, “allievo delle Forze di autodifesa”)                                                          | recluta                                                          |                      |        |        | nessun distintivo | nessun comando                      | non dispongono di alcuna bandiera di comando |